# Meszachte Tkibuli
Meszachte Tkibuli (gruz. საფეხბურთო კლუბი მეშახტე ტყიბული, Sapechburto Klubi Meszachte Tkibuli) – gruziński klub piłkarski, mający siedzibę w mieście Tkibuli, w środkowej części kraju. Obecnie występuje w Erownuli Liga 2.

## Historia
Chronologia nazw:
- 1930: Meszachte Tkibuli (gruz. სკ „მეშახტე“ ტყიბული)
- 1990: Okriba Tkibuli (gruz. სკ „ოკრიბის“ ტყიბული)
- 1991: Meszachte Tkibuli (gruz. სკ „მეშახტე“ ტყიბული)

Klub piłkarski Meszachte Tkibuli został założony w miejscowości Tkibuli w 1930 roku (niektóre źródła podają 1938). Na początku istnienia zespół brał udział w rozgrywkach lokalnych. Meszachte w języku polskim to górnik. Rozwój klubu nastąpił w latach 60. i 80. XX wieku i związany był z dość silnym wówczas przemysłem w Tkibuli. Jego kopalnie węgla były również subsydiowane z budżetu centralnego ZSRR i właśnie stąd rozdzielono środki na rozwój sportu, w tym piłki nożnej. W 1960 startował w rozgrywkach mistrzostw Gruzińskiej SRR, a w 1964 zdobył Puchar Gruzińskiej SRR. W 1965 debiutował w Klass B Mistrzostw ZSRR (D3), zajmując 11.miejsce w grupie 4 Rosyjskiej FSRR. W sezonie 1965/66 startował w Pucharze ZSRR, osiągając 1/128 finału. W 1966 zajął najpierw trzecią lokatę w grupie 4 Rosyjskiej FSRR, a potem zwyciężył w finale republik radzieckich, zdobywając awans do drugiej ligi. W sezonie 1969 zajął 18.miejsce w podgrupie IV grupy 2 Klasy A (D2), a w 1970 po reorganizacji systemu lig klub został zdegradowany o 2 poziomy do Klassy B (D4). Sezon 1970 zakończył na 2.pozycji w 1 podgruppie grupy 2 Rosyjskiej FSRR i po kolejnej reorganizacji systemu lig zakwalifikował się do trzeciej ligi, zwanej Wtoraja liga (D3). W sezonie 1971 zajął 15.miejsce w grupie 4 Wtoroj ligi, ale potem występował na poziomie amatorskim w mistrzostwach Gruzińskiej SRR. w 1976 zdobył Puchar Gruzińskiej SRR, a w 1980 i 1981 mistrzostwo Gruzińskiej SRR. Od 1982 do 1987 występował w grupie 9 Wtoroj ligi, a potem ponownie grał w mistrzostwach Gruzińskiej SRR. Po rozpadzie ZSRR, kiedy to finansowanie zostało wstrzymane, miasto Tkibuli znajdowało się w trudnym okresie i nikt nie był zainteresowany futbolem.
Po odzyskaniu niepodległości przez Gruzję w 1990 zespół z nazwą Okriba Tkibuli debiutował w Meore Liga (D3). W 1991 klub zmienił nazwę na Meszachte Tkibuli i potem do 1997 występował w Pirweli Liga (D2). Po zakończeniu sezonu 1996/97 spadł do Meore Liga. W 2005 wrócił do Pirweli Liga. W 2017 zespół zajął przedostatnią 9.pozycję w Erownuli Liga 2, a potem przegrał w playoff i spadł do Liga 3 (D3).

## Barwy klubowe, strój
| Zielony | Czarny |

Klub ma barwy zielono-czarne. Zawodnicy domowe spotkania zazwyczaj grają w zielonych koszulkach, zielonych spodenkach oraz zielonych getrach.

## Sukcesy

### Trofea międzynarodowe
Nie uczestniczył w rozgrywkach europejskich (stan na 31-05-2019).

### Trofea krajowe
Gruzja
| \| \| Zdobyte trofea w rozgrywkach Gruzji (stan na: 31-12-2019) \| |                                                           |      |                                                |
| Rozgrywki                                                          | Osiągnięcie                                               | Razy | Sezon(y)                                       |
| Mistrzostwo                                                        | I miejsce                                                 | 0    |                                                |
| Mistrzostwo                                                        | II miejsce                                                | 0    |                                                |
| Mistrzostwo                                                        | III miejsce                                               | 0    |                                                |
| Puchar                                                             | zdobywca                                                  | 0    |                                                |
| Puchar                                                             | finalista                                                 | 0    |                                                |
| Puchar                                                             | 1/8 finału                                                | 1    | 1990                                           |
| II liga                                                            | I miejsce                                                 | 0    |                                                |
| II liga                                                            | II miejsce                                                | 1    | 2007/08 (dasawleti)                            |
| II liga                                                            | III miejsce                                               | 3    | 1991, 1993/94 (dasawleti), 1994/95 (dasawleti) |
| Gruzja                                                             | Zdobyte trofea w rozgrywkach Gruzji (stan na: 31-12-2019) |      |                                                |

- Meore Liga (D3):
  - ?. miejsce (1x): 1990

ZSRR
| \| \| Zdobyte trofea w rozgrywkach Związku Radzieckiego (stan na: 31-12-1992) \| |                                                                         |      |                    |
| Rozgrywki                                                                        | Osiągnięcie                                                             | Razy | Sezon(y)           |
| Mistrzostwo                                                                      | I miejsce                                                               | 0    |                    |
| Mistrzostwo                                                                      | II miejsce                                                              | 0    |                    |
| Mistrzostwo                                                                      | III miejsce                                                             | 0    |                    |
| Puchar                                                                           | zdobywca                                                                | 0    |                    |
| Puchar                                                                           | finalista                                                               | 0    |                    |
| Puchar                                                                           | 1/64 finału                                                             | 1    | 1967               |
| II liga                                                                          | I miejsce                                                               | 0    |                    |
| II liga                                                                          | II miejsce                                                              | 0    |                    |
| II liga                                                                          | III miejsce                                                             | 0    |                    |
| II liga                                                                          | 11.miejsce                                                              | 1    | 1967 (1 podgruppa) |
|                                                                                  | Zdobyte trofea w rozgrywkach Związku Radzieckiego (stan na: 31-12-1992) |      |                    |

- Klass B (D3):
  - mistrz (1x): 1966 (finał republ.)
- Mistrzostwa Gruzińskiej SRR (D4):
  - mistrz (2x): 1980, 1981
- Puchar Gruzińskiej SRR (D4):
  - zdobywca (2x): 1964, 1976

## Poszczególne sezony

### Rozgrywki międzynarodowe

#### Europejskie puchary
Nie uczestniczył w rozgrywkach europejskich.

### Rozgrywki krajowe
ZSRR
| \| \| Bilans występów klubu w rozgrywkach piłkarskich Związku Radzieckiego (Stan na 31 grudnia 1992 r.) \| |                                                                                                   |        |       |   |   |   |    |    |     |                            |        |        |      |
| Poziom | Rozgrywki                                                                                         | Sezony | Mecze | Z | R | P | B+ | B– | Pkt | Lata                       | Awanse | Spadki | Naj. |
| I | Wysszaja Liga                                                                                     | 0      |       |   |   |   |    |    |     |                            |        |        |      |
| II | Klass A, II gruppa                                                                                | 3      |       |   |   |   |    |    |     | 1967–1969                  |        | 1      | 11   |
| III | Klass B - gr.RFSRR/Wtoraja liga                                                                   | 9      |       |   |   |   |    |    |     | 1965–1966, 1971, 1982–1987 | 1      | 2      | 1    |
| IV | Klass B                                                                                           | 1      |       |   |   |   |    |    |     | 1970                       | 1      | 0      | 2    |
| | Puchar ZSRR                                                                                       | 4      |       |   |   |   |    |    |     | 1966–1969                  | 0      | 0      | 1/64 |
| | Bilans występów klubu w rozgrywkach piłkarskich Związku Radzieckiego (Stan na 31 grudnia 1992 r.) |        |       |   |   |   |    |    |     |                            |        |        |      |

Gruzja
| \| Gruzja \| Bilans występów klubu w rozgrywkach piłkarskich Gruzji (Stan na 31 maja 2019 r.) \| \| |                                                                                  |        |       |   |   |   |    |    |     |                          |        |        |      |
| Poziom                                                                                              | Rozgrywki                                                                        | Sezony | Mecze | Z | R | P | B+ | B– | Pkt | Lata                     | Awanse | Spadki | Naj. |
| I                                                                                                   | Erownuli Liga                                                                    | 0      |       |   |   |   |    |    |     | od 2020                  | 0      | 0      | ?    |
| II                                                                                                  | Pirweli Liga/Erownuli Liga 2                                                     | 20     |       |   |   |   |    |    |     | 1991–1997, 2005–2017     | 0      | 2      | 2    |
| III                                                                                                 | Meore Liga/Liga 3                                                                | 11     |       |   |   |   |    |    |     | 1990, 1997–2005, od 2017 | 1      | 0      | ?    |
| | Puchar Gruzji                                                                    | ?      |       |   |   |   |    |    |     | od 1990                  | 0      | 0      | 1/8  |
| Gruzja                                                                                              | Bilans występów klubu w rozgrywkach piłkarskich Gruzji (Stan na 31 maja 2019 r.) |        |       |   |   |   |    |    |     |                          |        |        |      |

## Struktura klubu

### Stadion
Klub piłkarski rozgrywa swoje mecze domowe na stadionie im. Wladimera Boczoriszwilego w Tkibuli, który może pomieścić 6300 widzów.

### Inne sekcje
Klub prowadzi drużyny dla dzieci i młodzieży w każdym wieku.

## Kibice i rywalizacja z innymi klubami

### Derby
- Tschradżwari Tkibuli
- Torpedo Kutaisi
- SK Zestaponi
- SK Cziatura